# Каросу
Каросу (порт. Ilhéu Caroço) — небольшой необитаемый островок в Гвинейском заливе Атлантического океана. Расположен примерно в двух километрах к юго-востоку от острова Принсипи, от его крайней южной точки. Входит в состав округа Пагуи (государство Сан-Томе и Принсипи).